# مسخن (خوراکی)
مُسَخِّن یا مُحَمَّر (انگلیسی: Musakhan) از غذاهای مشهور مردم فلسطینی است. موساخان غذای ملی بسیار محبوب فلسطین است که در آن یک تکه مرغ را بین یک تکه پیتا ساندویچ می‌کنند. این غذا با مرغ یک فینگر فود به حساب می‌آید که باید با دست خورده شود و در یک قابلمه یا بشقاب سرو می‌شود. همه می‌توانند مقداری از نان را جدا کرده و هر مقدار مرغ می‌خواهند، برای خودشان روی آن را بریزند.